# Burgstall Leherfels
Der Burgstall Leherfels ist eine abgegangene Gipfelburg auf dem Leherberg nordöstlich von Ödamershüll, einem Ortsteil der Gemeinde Birgland im Landkreis Amberg-Sulzbach in Bayern. Über die Geschichte dieser Befestigungsanlage liegen keine Erkenntnisse vor, sie wird grob in das Mittelalter datiert. Von dieser Burganlage ist nur noch ein Ringgraben mit Außenwall erhalten. Heute ist der Burgstall als Bodendenkmal D-3-6535-0034 „Mittelalterlicher Burgstall“ vom Bayerischen Landesamt für Denkmalpflege erfasst.

## Beschreibung

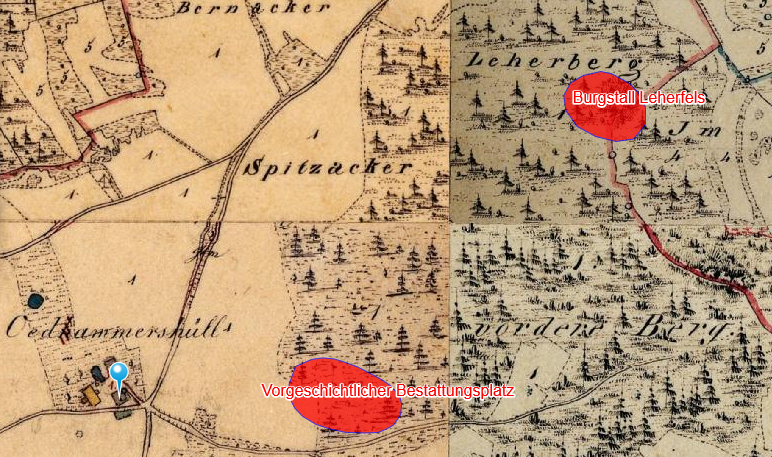
Lageplan von Burgstall Leherfels auf dem Urkataster von Bayern

Die Befestigung lag auf dem 634 m ü. NHN hohen Gipfel des kegelförmigen Leherberges, der sich als abgeplattete Felskuppe ausgebildet hat. Diese Kuppe fällt nach Nordosten steil einige Höhenmeter ab, an den restlichen Seiten ist sie durch zwei bis drei Meter hohe und senkrecht abfallende Felswände geschützt (Bild). Spuren von einstiger Bebauung sind  nicht mehr zu sehen. Die Süd- und Südwestseite der Kuppe wurde durch einen sieben Meter breiten und aus dem Fels gehauenen Ringgraben mit Außenwall aus Steingeröll geschützt. Der Heimatforscher Anton Dollacker sieht in diesem Wall eine verstürzte Trockenmauer. Im Westen schließt sich an den Graben eine kleine ebene Fläche an, sie liegt etwa einen Meter tiefer als das angrenzende Gelände. Ihre künstliche oder natürliche Herkunft ist unklar.